# Obce ciało
Obce ciało – polsko-włosko-rosyjski film dramatyczny z 2014 roku w reżyserii Krzysztofa Zanussiego.
Plenery: Ankona, Warszawa, Moskwa.

## Obsada
- Riccardo Leonelli – Angelo
- Agnieszka Grochowska – Kris Nilska
- Agata Buzek – Katarzyna
- Weronika Rosati – Mira Tkacz, współpracowniczka Kris
- Ewa Krasnodębska – Róża Nilska, przybrana matka Kris
- Sławomir Orzechowski – ojciec Katarzyny
- Czułpan Chamatowa – Tamara, rosyjska menadżer
- Stanisława Celińska – siostra przełożona
- Bartłomiej Żmuda – żebrak Adam
- Victoria Zinny – matka Angelo

## Fabuła
Włoch Angelo (Riccardo Leonelli) przyjeżdża do Polski w ślad za ukochaną Kasią (Agata Buzek). Zatrudnia się w międzynarodowej korporacji, a jego zwierzchnikiem zostaje bezwzględna i cyniczna szefowa – Kris (Agnieszka Grochowska). Wspierana przez gotową na wszystko asystentkę Mirę (Weronika Rosati), kobieta będzie próbowała zmusić podwładnego do złamania wszystkich zasad, którym zawsze był wierny.